# Elie Dulcu
Elie Dulcu (n. 14 septembrie 1908, Aninoasa, Gorj – d. 3 martie 1994 Focșani) a fost un scriitor, editor și traducător român. Activitatea sa editorială a fost axată în special pe traducerea ṣi publicarea lucrărilor cu caracter esoteric.

## Biografie
Elie Dulcu s-a născut la 14 septembrie 1908 în comuna Aninoasa din județul Gorj.
Încă din tinerețe a fost atras de filosofia, istoria și învățăturile străvechi indiene. După absolvirea Școlii Normale din Târgu-Jiu, Elie Dulcu urmează cursurile Universității din Cluj, facultatea de limba engleză. Autodidact prin excelență, își însușește franceza și italiana, iar mai târziu unele noțiuni de sanscrită.
Atracția spre metafizică, inițierea în învățăturile esoterice, îl determină ca, împreună cu fratele său George, absolvent cu titlul de doctor în fizico-matematici al Universității din Torino și asistent la Universitatea din Cluj, să abandoneze activitățile cotidiene și să se dedice publicării în România a unor lucrări inițiatice esoterice și nu numai.

## Activitatea editorială – Editura RAM – Aninoasa Gorj
Editura RAM Aninoasa - Gorj, condusă de cei doi frați Dulcu, a fost în perioada anilor `30-'40 un precursor în acest domeniu. În îngrijirea și în traducerea lor s-au publicat titluri ca (spicuim din cele 30 de titluri apărute pe parcursul a câțiva ani):
- Datoria vieții noastre, Vasile Pârvan
- George Dulcu – „Criterium de sinteză spirituală”
- Tao Te King, Lao Tse
- Puterea calmului, Yoritomo Tashi
- Filosofia esoterică a Indiei, J.C. Chatterji
- Lumina pe Cărare și Karma, Mabel Collins
- Conștiința atomului, Alice A. Bailey
- Psihanaliză și Psihosinteză, Dr. R. Assagioli
- Dublul eteric (cu 26 de diagrame), A.E. Powell
- Doctorul sufletului, YRAM
- Fedru, Platon
- Preceptele lui Confucius, G. Soulie de Morant
- Istoria vieții sale povestită de el insuși, Mahatma Gandhi
- Educație fizică hindusă, Jatindra Chakraborty
- Nicolae Olahus, primul umanist de origine românǎ, Ștefan Bezdechi
- De la Intelect la Intuiție, Alice A. Bailey
- Enigma vieții și a morții, M. Heindel
- Unde sunt morții, M. Heindel

Războiul cu urmările sale a întrerupt acest tezaur de apariții de o mare valoare spirituală, lucrări ca: Alice A. Bailey – „Sufletul și mecanismul său”, Henry Th. Hamblin – „Arta trăirii”, Henry Th. Hamblin – „Puterea gândirii”, W. Scott-Elliot – „Istoria Atlantidei”, rămânând nepublicate.
A purtat o bogată corespondență sau a legat prietenii cu personalități ale vremii printre care Mircea Eliade, Henriette Yvonne Stahl, Anton Dumitriu, Jwala Prasad Singhal, Alice Bailey, Tomira Zori, ș.a.
După încheierea războiului și închiderea editurii, destinul lui Elie Dulcu a urmat alte căi. Anul 1952 îl găsește la Târgu-Jiu ca profesor de muzică la Școala Normală. Aici, la puțin timp după ce se căsătorește cu profesoara Alice Dulcu, este ridicat în miez de noapte de acasă de organele Securității și primește, ca majoritatea elitei intelectuale române, o condamnare administrativă de 5 ani, executată în sinistrele închisori și colonii de muncă comuniste: Poarta Alba (Canal), Onești, Slănic (minele de sare). În ultima perioada a “pedepsei” a fost  deportat în Bărăgan, dormind într-un bordei săpat în pământ într-un sat inexistent, trasat doar pe hârtiile organelor de represiune. Perioada de detenție i-a adus, în afara experienței căpătate în condiții extreme de viață, și o lungă suferință fizică care îl va însoți până în ultimele clipe ale vieții. După perioada de detenție și de domiciliu obligatoriu se stabilește la Focșani, locul de origine al soției, unde va locui până la sfîrșitul vieții. La Focșani, după relativa celebritate dobândită în perioada interbelică, ajunge să desfășoare munci ca magaziner și statistician la „fier vechi”, profesor de vioară la Școala de muzică, pensionându-se timpuriu, în 1968, în urma bolilor căpătate în locurile pe unde a fost reținut câțiva ani fără vreo vină. Ultima perioadă a vieții și-o consacră nu numai continuului studiu spritual, ci și desăvârșirii educației celor doi copii, iar ulterior, a celor doi nepoți.
Sub îndrumarea sa, apar între 1992 și 1994 la Focșani, în Editura Neuron, câteva reeditări ale unor cărți publicate în RAM (Mabel Collins – „Lumina pe Cărare și Karma”) precum și traduceri ale sale precum H.P. Blavatski – „Vocea Tăcerii”, J. Krishnamurti – „La picioarele maestrului”, Alice A. Bailey – „Inițierea umană și solară”
Se stinge din viață pe 3 martie 1994 discret, așa cum a trăit o viață întreagă.

## Românii, o antichitate arhaică
Însuflețit de o înaltă forță morală, Elie Dulcu a continuat să scrie. Românii, o antichitate arhaică își are rădăcinile în perioada de dinaintea războiului și a fost așternută pe hârtie în 1966. Trimisă la diverse reviste și foruri științifice (inclusiv Academia Română) ea a suferit mai multe revizii și actualizări, ultima dintre acestea datând din 1978. Noțiunile de sanscrită acumulate l-au făcut pe Elie Dulcu să aprofundeze cunoașterea în original a unor cărți de inițiere străvechi, autorul emițând o teorie originală la acea vreme asupra filonului de origine al limbii române. Astfel, limba română își are originea în limba părinților daci - limba dacă, ca și latina, având origini comune într-un filon indo-european. Așezand pe 3 coloane cuvinte din dicționar corespunzatoare limbii române, latine și sanscrite, Dulcu ne arată apropierea fondului nostru etimologic de limba sanscrită, mai mult decât de limba cotropitorilor romani. Teoria se pierde în negura timpurilor, în migrația lui Rama, plecat de pe meleagurile hiberboreene (prin Tărtăria, via Summer), pe meleagurile Indiei de astăzi. Prin migrația indo-europeana, limba latina, provenind din acest filon, s-a întors, după al doilea război dacic, pe meleagurile noastre.
Extrase din ultima revizie au apărut în serial în revista „Știință și tehnică” numerele 10 și 11 din 1991.
După moartea sa, Editura Luana, prin colecția RAM, a încercat să continue prin efort propriu programul editorial transmis de Elie Dulcu, începând acest ciclu prin publicarea acestei cărți, revizuite și completate și continuând cu Adevărul Etern al lui J.P. Singhal și cu operele lui Alice A. Bailey – Reapariția lui Christos și Scrisori asupra meditației oculte.
Multe dintre traducerile sale au apărut dupa revoluție, fără a i se menționa măcar numele, în edituri de prestigiu. Acest lucru a fost posibil și datorită faptului că, urmare a modestiei dobândite după îndelungatul studiu spritual, foarte rar Elie Dulcu a fost de acord să-și publice numele ca traducǎtor, considerând ca fiind nemeritată alăturarea numelui său de cel al importantelor opere publicate. Puținele manuscrise scăpate în urma deselor percheziții efectuate de către securitate în anii ’50 sunt însă marturia muncii sale.

## Lucrări ṣi traduceri
Lucrări originale
- Românii o antichitate arhaică – 1966, publicată postum in Editura Luana - 1998
- Din grădina fabulelor - 1972, în curs de apariție

Traduceri din lb. engleză
- J.P. Singhal – „Adevărul Etern”, publicată postum în Editura Luana in 1998
- J.P. Singhal - „Sinteza religiilor”
- H.P. Blavatski – „Vocea Tăcerii” – publicată în Editura Neuron 1992
- J. Krishnamurti – „La picioarele maestrului” - publicată în Editura Neuron 1992
- Lao Tse - „Tao Te King” – Editura RAM Aninoasa - Gorj
- J.C. Chatterji - „Filosofia esoterică a Indiei” - Editura RAM Aninoasa - Gorj
- Mabel Collins – „Lumina pe Cărare și Karma” – Editura Neuron 1992
- A.E. Powell – „Dublul eteric” - Editura RAM Aninoasa - Gorj
- YRAM – „Doctorul sufletului” - Editura RAM Aninoasa - Gorj
- Alice A. Bailey – „Conștiința atomului” - Editura RAM Aninoasa - Gorj
- Alice A. Bailey – „De la Intelect la Intuiție” - Editura RAM Aninoasa - Gorj
- Alice A. Bailey – „Scrisori asupra meditației oculte”
- Alice A. Bailey – „Sufletul și mecanismul său”
- Alice A. Bailey – „De la Bethleem la Calvar”
- Alice A. Bailey - "Lumina Sufletului"
- Atisha – „Karma”
- F.J. Alexander - "În orele de meditație"